# گمینا نووا کارچما
گمینا نووا کارچما (به لهستانی:  Gmina Nowa Karczma) یک گمینا در لهستان است که در شهرستان کوشچژنا واقع شده‌است. گمینا نووا کارچما ۱۱۳٫۳۳ کیلومتر مربع مساحت و ۶٬۲۸۸ نفر جمعیت دارد.